# Od (Sprache)
Od (Oad, Odki) ist eine indoarische Sprache in Indien und Pakistan. Es wird von rund 2,25 Millionen Menschen in Gujarat, Haryana, Rajasthan, Delhi, Sindh und im Süden von Punjab gesprochen. Es hat Ähnlichkeiten mit Marathi, mit Merkmalen, die auch mit Gujarati geteilt werden, und Anleihen von Marwari und Punjabi.